# Denise Bonal
Pour les articles homonymes, voir Bonal.
Denise Bonal, née le 19 février 1921 à Oued Alleug (Algérie française) et morte le 24 avril 2011 à Paris 4e, est une comédienne et dramaturge française.

## Biographie
Denise Bonal est née le 19 février 1921 à Oued Alleug, près de Blida. Elle y passe toute son enfance : « Il n'y avait que trois maisons. Ma mère fut mon unique institutrice » raconte-t-elle. Elle arrive à l'âge de 12 ans à Paris et entre au lycée Fénelon. Durant son année d'hypokhâgne en 1939-1940, elle réalise sa première mise en scène : celle de Aucassin et Nicolette (pièce en vieux français dont elle se sert pour dénoncer l'occupation allemande).
Elle décide alors d'abandonner ses études et de suivre le cours du théâtre de Charles Dullin, formant des acteurs. C'est l'époque d'une politique de la décentralisation du théâtre en France, impulsée notamment par Jeanne Laurent, véritable ministre de la culture même si elle n'en a pas le titre. Des centres dramatiques se créent en province, avec une forte ambition culturelle. Denise Bonal est engagée en 1951 à la comédie de l'Ouest au Centre Dramatique de Rennes (un centre créé en 1949). Elle y reste 15 ans. Durant cette période elle écrit, à raison de 1 par semaine, des contes et des nouvelles radiophoniques tout en continuant à jouer sur scène par exemple dans des pièces de Jean Giraudoux ou Diego Fabbri.
En 1971, elle rejoint Hubert Gignoux au Théâtre National de Strasbourg et devient professeur au Conservatoire à rayonnement départemental de Roubaix. Parallèlement,elle se consacre à l'écriture de pièces et devient dramaturge. En 1974, sa pièce Légère en août, où elle imagine une clinique qui procure des nouveau-nés à des couples ne pouvant avoir d'enfants,  est un succès, qui lance sa carrière d'auteure. Les thèmes de ses pièces montrent son sens de l'observation et son intérêt pour la réalité quotidienne et les histoires de familles (Une femme sans conséquence, Les Pas perdus, Féroce comme le coeur, etc.),.
Puis elle devient professeur en 1983 au Conservatoire national supérieur de Paris, et au Cours Florent.
En 2004, elle se voit décerner le Molière du meilleur auteur francophone pour sa pièce Portrait de famille, et en 2006 le deuxième Grand prix de littérature dramatique.
Son dernier rôle au cinéma lui est offert en 2006 par Pierre-François Martin-Laval dans Essaye-moi. Elle meurt le 24 avril 2011 dans le 4e arrondissement de Paris, quelques jours avant la première de sa pièce Les Tortues viennent toutes seules,,

## Principaux rôles de comédienne au théâtre
- 1952 : Intermezzo de Jean Giraudoux, mise en scène Maurice Jacquemont, Centre dramatique de l'Ouest
- 1958 : L'Amour parmi nous de Morvan Lebesque, mise en scène Hubert Gignoux, Comédie de l'Est, Théâtre du Vieux-Colombier
- 1958 : Dieu Inquisition de Diego Fabbri, mise en scène Jo Tréhard, Comédie de l'Ouest
- 1959 : La guerre de Troie n'aura pas lieu de Jean Giraudoux, mise en scène Guy Parigot, Comédie de l'Ouest
- 1962 : Le Café de Carlo Goldoni, mise en scène Guy Parigot, Comédie de l'Ouest
- 1967 : La Maison des cœurs brisés de George Bernard Shaw, mise en scène Jean Tasso, Centre dramatique de l'Est
- 1969 : Mille francs de récompense de Victor Hugo, mise en scène Hubert Gignoux, Théâtre national de Strasbourg
- 1971 : Le Balcon de Jean Genet, mise en scène André Steiger, Théâtre national de Strasbourg
- 1972 : Richard III de William Shakespeare, mise en scène André-Louis Perinetti, Théâtre de la Cité internationale
- 1974 : Dimanche de Michel Deutsch et Dominique Muller, mise en scène des auteurs, Festival d'Avignon Théâtre Ouvert
- 1976 : Dimanche de Michel Deutsch et Dominique Muller, mise en scène des auteurs, Théâtre National de Strasbourg
- 1978 : Les Mères grises de Daniel Besnehard, mise en scène Claude Yersin, Festival d'Avignon
- 1980 : Convoi de Michel Deutsch, mise en scène Jean-Pierre Vincent, Théâtre national de Strasbourg, Maison de la culture de Nanterre, Nouveau Théâtre de Nice
- 1999 : Grand et petit de Botho Strauss, mise en scène Robert Cantarella, Théâtre Gérard Philipe
- 2000 : Madame Ka de Noëlle Renaude, mise en scène Florence Giorgetti, Nouveau théâtre d'Angers, Théâtre Dijon-Bourgogne
- 2001 : Madame Ka de Noëlle Renaude, mise en scène Florence Giorgetti, Théâtre des Abbesses, Théâtre Dijon-Bourgogne

## Principaux rôles au cinéma
- 1978 : La tortue sur le dos de Luc Béraud : L'hôtelière
- 2006 : Essaye-moi de Pierre-François Martin-Laval : madame Villano

## Œuvres
- 1974 : Légère en août, Les Moutons de la nuit
- 1976-1977 : Honorée par un petit monument
- 1980 : J'ai joué à la marelle, figure-toi
- 1980-1982 : Portrait de famille
- 1984 : Lit vers Léthé
- 1986 : Passion et prairie
- 1989 : Une Femme sans conséquence
- 1992 : Le trop plein du cœur, Féroce comme le cœur
- 1993 : Turbulences et Petits détails
- 1997-1998 : Les Pas perdus
- 2005 : De dimanche en dimanche
- 2006 : Les Tortues viennent toutes seules

## Distinctions
- Prix d'Enghien en 1975 pour Les Moutons de la nuit.
- Prix de la radio de la SACD en 1980.
- Prix du théâtre de la SACD en 1986.
- Prix Arletty en 1988 pour l'ensemble de son œuvre.
- Prix European Drama en 1994 pour Féroce comme le cœur.
- Molière du meilleur auteur francophone vivant en 2004 pour Portrait de famille.
- Grand prix de littérature dramatique en 2006 pour De dimanche en dimanche[7].